# 银河战士 融合
《银河战士 融合》（又译作，官方译为）是一款由任天堂开发一部开发并由任天堂发行在Game Boy Advance平台上的动作冒险游戏。是系列继《超级银河战士》（SUPER METROID）后时隔8年之后的第四作。本作的开发组——任天堂开发一部（Nintendo Research & Development 1）作为本系列的御用开发组操刀制作了银河战士系列最初作一直到《银河战士：零点任务》的所有2D版密特罗德系列游戏。从本作上来看，《融合》的很多游戏元素继承自前作《超级银河战士》，例如在游戏体验、游戏界面布局和操作手感等方面，两者都有非常相像的地方。
《银河战士 融合》在北美地区于2002年11月15日与《银河战士 Prime》的NGC版同日发售、在欧洲地区于2002年11月22日发售、在日本地区于2003年2月14日（但任天堂日本官网显示的是2月28日与《银河战士 Prime》的日版同日发售）。2006年3月2日，官方中文版《密特罗德 融合》由神游科技在中国大陆与《耀西岛》同日发售。2011年12月16日，《银河战士 融合》作为任天堂“3DS大使计划”（3DS Ambassadors）的10款GBA补偿游戏之一，在3DS的eShop上免费提供下载。2014年2月14日，任天堂宣布将向Wii U平台发售一系列的GBA游戏，《银河战士 融合》作为首批公布的游戏之一并将作为首发游戏在欧美地区率先发售，日本地区将稍候发售。

## 游戏开发
2001年3月23日，任天堂确认将在Game Boy Advance上开发一款《银河战士》游戏。尽管有猜测称该新作将基于《超级银河战士》，不过时任任天堂北美的游戏开发总监肯·洛比稍后确认：“今天会议上我想传达的一件事情就是新的《银河战士》不是《超级银河战士》。它是一个新的（游戏）……以及希望我们能在E3游戏展上在我们小巧可爱的Game Boy Advance上看到”。新游戏的第一个视频影像在2001年5月31日E3游戏展期间公布，10秒钟长的视频中表现了萨姆斯大跳、使用光鞭武器，在竖直墙壁上行走等特性；并且在视频中游戏以“银河战士IV”（Metroid IV）作为标题。在次年举办的E3游戏展上，IGN给《银河战士 融合》颁发“最佳展出”和“最佳动作游戏”的奖项。
《银河战士 融合》由任天堂开发第一部（R&D1）负责开发，由在1994年制作了《超级银河战士》的开发团队开发制作；直到2005年公司改组，该部门被归进任天堂企画开发本部。相较于《超级银河战士》，《融合》在继承其画面风格的同时，在游戏方式、屏幕布局以及游戏操控上都有一定的改进和加强；此外，本作还是2D《银河战士》作品中首部使用了动画过场的游戏。《银河战士 融合》由系列设计师坂本贺勇担任编剧和总监，开发第一部的总经理出石武宏担任制作人。

## 游戏评价
| 汇总媒体     | 得分   |
| ------------ | ------ |
| GameRankings | 91.23% |
| Metacritic   | 92/100 |

| 媒体           | 得分    |
| -------------- | ------- |
| 电子游戏月刊   | 9.17/10 |
| Eurogamer      | 9/10    |
| Game Informer  | 10/10   |
| GamePro        | [ 17 ]  |
| GamesRadar+    | 85%     |
| GameSpot       | 8.6/10  |
| GameSpy        | 88%     |
| GameZone       | 9.5/10  |
| IGN            | 9.5/10  |
| 任天堂力量     | [ 23 ]  |
| 任天堂世界报道 | 9.5/10  |
| Play           | [ 25 ]  |
| X-Play         | [ 26 ]  |
| Fami通         | 34/40   |

## 复刻与重制
- 3DS版 －《银河战士 融合》是任天堂3DS“大使计划”中10款GBA游戏之一。2011年7月28日，任天堂公布将会限定配信供3DS用户下载的10款“大使计划”GBA游戏，《融合》也在其中。[28]游戏于2011年12月16日以Virtual Console服务的形式放出下载。[29]
- Wii U版 －